# Dendrolimus
Dendrolimus är ett släkte av fjärilar som beskrevs av Ernst Friedrich Germar 1812. Dendrolimus ingår i familjen ädelspinnare.

## Bildgalleri

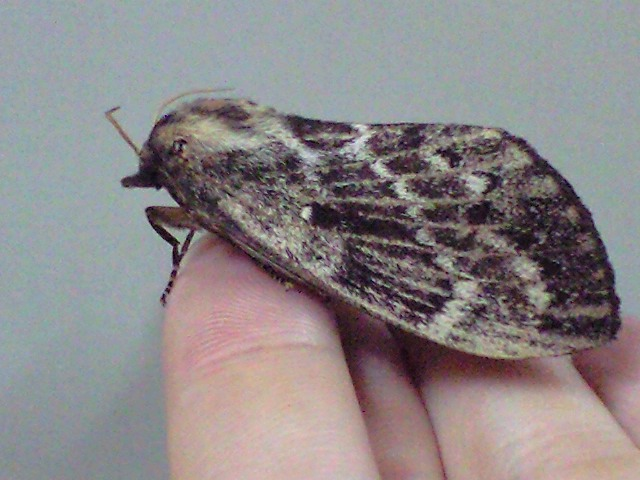

## Dottertaxa tillDendrolimus, i alfabetisk ordning[1][2]
- Dendrolimus abstersa
- Dendrolimus adriatica
- Dendrolimus aino
- Dendrolimus albata
- Dendrolimus albescens
- Dendrolimus albida
- Dendrolimus albofascia
- Dendrolimus albofasciata
- Dendrolimus albolineatus
- Dendrolimus albomarginata
- Dendrolimus albostriata
- Dendrolimus alfierii
- Dendrolimus angulata
- Dendrolimus arizana
- Dendrolimus atlantica
- Dendrolimus atrilineis
- Dendrolimus baibarana
- Dendrolimus benderi
- Dendrolimus bifascia
- Dendrolimus bilineatus
- Dendrolimus biundulata
- Dendrolimus brunnea
- Dendrolimus brunneata
- Dendrolimus brunneo-pallida
- Dendrolimus brunnescens
- Dendrolimus bufo
- Dendrolimus cana
- Dendrolimus castanea
- Dendrolimus cedarensis
- Dendrolimus centropallida
- Dendrolimus centro-zonalis
- Dendrolimus cheela
- Dendrolimus chinghaiensis
- Dendrolimus cinerea
- Dendrolimus clarilimbata
- Dendrolimus colchis
- Dendrolimus concolorata
- Dendrolimus confluxa
- Dendrolimus consimilis
- Dendrolimus coreana
- Dendrolimus corelimus
- Dendrolimus corsaria
- Dendrolimus densatae
- Dendrolimus dilata
- Dendrolimus diluta
- Dendrolimus dolosa
- Dendrolimus ecksteini
- Dendrolimus externo-fasciata
- Dendrolimus fallax
- Dendrolimus fentoni
- Dendrolimus ferruginea
- Dendrolimus fischeri
- Dendrolimus flavofasciatus
- Dendrolimus flavopallida
- Dendrolimus formosa
- Dendrolimus formosanus
- Dendrolimus frequens
- Dendrolimus fusca
- Dendrolimus fuscobasalis
- Dendrolimus fuscofascia
- Dendrolimus fusco-latifascia
- Dendrolimus fuscus
- Dendrolimus fusilineata
- Dendrolimus griseomarginalis
- Dendrolimus grisescens
- Dendrolimus hebes
- Dendrolimus himalayanus
- Dendrolimus hiroshimana
- Dendrolimus houi
- Dendrolimus hyacinthina
- Dendrolimus iberica
- Dendrolimus ichinosawana
- Dendrolimus illustratus
- Dendrolimus impunctatus
- Dendrolimus inconclusa
- Dendrolimus infuscata
- Dendrolimus innotata
- Dendrolimus inouei
- Dendrolimus intermedia
- Dendrolimus isabella
- Dendrolimus isshikii
- Dendrolimus janthinus
- Dendrolimus jezoensis
- Dendrolimus kantingensis
- Dendrolimus kantozena
- Dendrolimus kikuchii
- Dendrolimus kiminensis
- Dendrolimus klapperichi
- Dendrolimus kononis
- Dendrolimus kurilensis
- Dendrolimus kwangtungensis
- Dendrolimus laricis
- Dendrolimus lateritia
- Dendrolimus latifascia
- Dendrolimus marmoratus
- Dendrolimus modesta
- Dendrolimus montana
- Dendrolimus monticola
- Dendrolimus muelleri
- Dendrolimus nigrescens
- Dendrolimus nigribasalis
- Dendrolimus nigrofasciata
- Dendrolimus nigrofasciatus
- Dendrolimus nigrolineata
- Dendrolimus ningshanensis
- Dendrolimus nohirae
- Dendrolimus obscura
- Dendrolimus obscurus
- Dendrolimus obsoleta
- Dendrolimus ochraceus
- Dendrolimus ochroleuca
- Dendrolimus olivacea
- Dendrolimus pallescens
- Dendrolimus pallida
- Dendrolimus pallidiola
- Dendrolimus paulae
- Dendrolimus pernederi
- Dendrolimus pini
- Dendrolimus pseudo-montanus
- Dendrolimus punctata
- Dendrolimus remota
- Dendrolimus rex
- Dendrolimus roesleri
- Dendrolimus ryuzana
- Dendrolimus sagittifera
- Dendrolimus saitonis
- Dendrolimus scribae
- Dendrolimus segregata
- Dendrolimus semibrunnea
- Dendrolimus sericus
- Dendrolimus shakojiana
- Dendrolimus sibiricus
- Dendrolimus sodalis
- Dendrolimus spectabilis
- Dendrolimus strandi
- Dendrolimus submarginata
- Dendrolimus subtilis-squamata
- Dendrolimus suffuscus
- Dendrolimus superans
- Dendrolimus tabulaeformis
- Dendrolimus tehchangensis
- Dendrolimus tenuifascia
- Dendrolimus tenuilinea
- Dendrolimus thibetana
- Dendrolimus tokyonis
- Dendrolimus tomaiensis
- Dendrolimus tricolor
- Dendrolimus trilineata
- Dendrolimus unicolor
- Dendrolimus unicolor-brunnea
- Dendrolimus unicolor-nigrescens
- Dendrolimus wenchanensis
- Dendrolimus witti
- Dendrolimus wolffi
- Dendrolimus yunnanensis
- Dendrolimus zonata